# Гандей Олег Володимирович
Олег Володимирович Гандей (нар. 5 березня 1999) — український спортсмен шорт-трековик, учасник зимових Олімпійських ігор 2022 року. 

## Виступи на Олімпійських іграх
| Рік  | Місце проведення | 500 метрів |
| ---- | ---------------- | ---------- |
| 2022 | Пекін, Китай     | 27         |

## Виступи на чемпіонатах світу
| Рік  | Місце проведення     | 500 метрів | 1000 метрів | 1500 метрів | Загалом |
| ---- | -------------------- | ---------- | ----------- | ----------- | ------- |
| 2018 | Монреаль, Канада     | 25         | 26          | 32          | 26      |
| 2019 | Софія, Болгарія      | 39         | 26          | 38          | 36      |
| 2021 | Дордрехт, Нідерланди | PEN        | PEN         | 29          | 44      |
| 2022 | Монреаль, Канада     | 10         | 29          | 47          | 27      |
| 2023 | Сеул, Південна Корея | 24         | 28          | 31          | Н/Д     |

## Виступи на чемпіонатах Європи
| Рік  | Місце проведення     | 500 метрів | 1000 метрів | 1500 метрів | Загалом | Естафета | Естафета, мікст |
| ---- | -------------------- | ---------- | ----------- | ----------- | ------- | -------- | --------------- |
| 2018 | Дрезден, Німеччина   | 29         | 31          | 38          | 30      |          |                 |
| 2019 | Дордрехт, Нідерланди | 21         | 33          | PEN         | 35      |          |                 |
| 2020 | Дебрецен, Угорщина   | PEN        | 17          | 19          | 24      |          |                 |
| 2021 | Гданськ, Польща      | PEN        | 27          | PEN         | 44      |          |                 |
| 2023 | Гданськ, Польща      | 12         | 17          | 23          | —       | 8        | 10              |
| 2024 | Гданськ, Польща      | 8          | 23          | 38          | —       | 10       | 8               |
| 2025 | Дрезден, Німеччина   | 44         | 27          | 30          | —       | 12       | 7               |